# Reina consorte de Sajonia

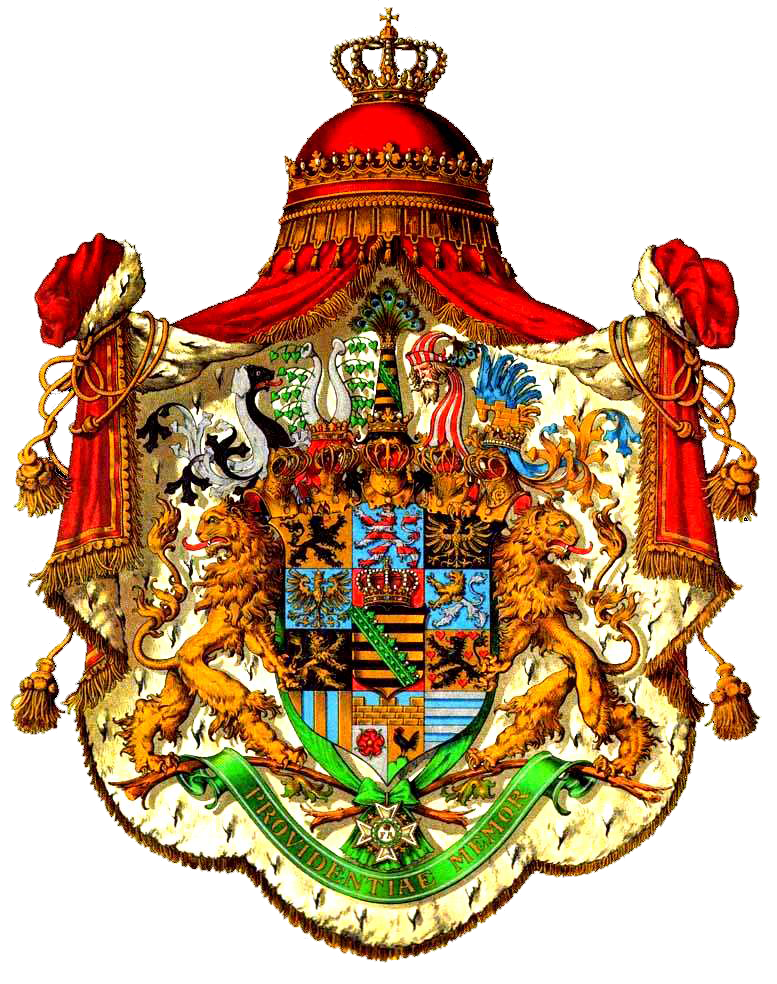
Escudo del Reino de Sajonia.

Reina consorte de Sajonia fue el título utilizado por la esposa del Rey de Sajonia, con el rango de Su Majestad, la reina.

## Reinas de Sajonia
- Su Majestad, La reina María Teresa de Sajonia (1767-1827), hija del Gran Duque Pedro Leopoldo de Toscana (después Leopoldo II, Sacro emperador Romano Germánico) y de su esposa la Infanta María Luisa de España. Reina de Sajonia como la esposa del rey Antonio I de Sajonia.

- Su Majestad, La Reina María Ana de Sajonia (1805-1877), Princesa de Baviera y Reina de Sajonia por su matrimonio con el rey Federico Augusto II, cuarta hija del rey Maximiliano I de Baviera y de su segunda esposa, Carolina de Baden. Su hermana gemela era la arquiduquesa de Austria Sofía de Baviera, madre de los emperadores Francisco José I de Austria y Maximiliano I de México. Sus otras hermanas fueron: Isabel Luisa de Baviera, Reina de Prusia; Amalia de Baviera, Reina de Sajonia; Ludovica de Baviera, duquesa de Baviera y madre de Isabel de Baviera, emperatriz de Austria. Sus hermanastros fueron Luis I de Baviera y Augusta de Baviera, virreina de Italia.

- Su Majestad, la reina Amalia de Sajonia (1801-1877), Princesa Real de Baviera y Reina de Sajonia por su matrimonio con el rey Juan I de Sajonia, segunda hija del rey Maximiliano I de Baviera y Carolina de Baden, fue hermana gemela de Isabel Luisa de Baviera, reina de Prusia como esposa de Federico Guillermo IV de Prusia. Sus otras hermanas fueron: Sofía de Baviera, arquiduquesa de Austria madre de los emperadores Francisco José I de Austria y Maximiliano I de México;  María Ana de Baviera, Reina de Sajonia; Ludovica de Baviera, duquesa de Baviera y madre de Isabel de Baviera, emperatriz de Austria. Sus hermanastros fueron Luis I de Baviera y Augusta de Baviera, virreina de Italia.

- Su Majestad, la reina Carola de Sajonia (1833-1907), Reina de Sajonia, esposa del rey Alberto I. Era una princesa sueca-alemana-austriaca, hija del príncipe de Suecia Gustavo Vasa, príncipe de Vasa, y de la princesa Luisa de Baden.

## Galería de imágenes

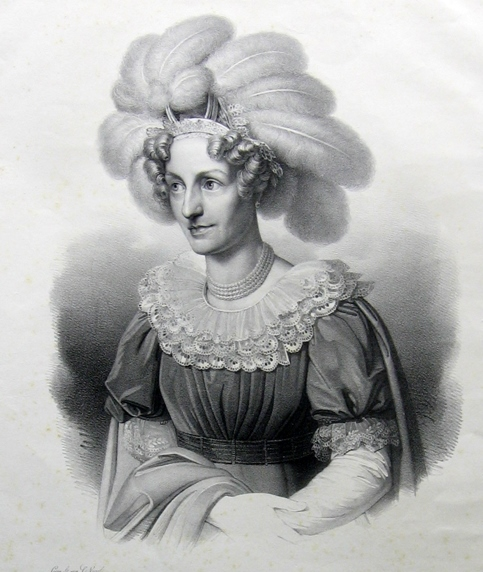
María Teresa, reina consorte de Antonio I de Sajonia.
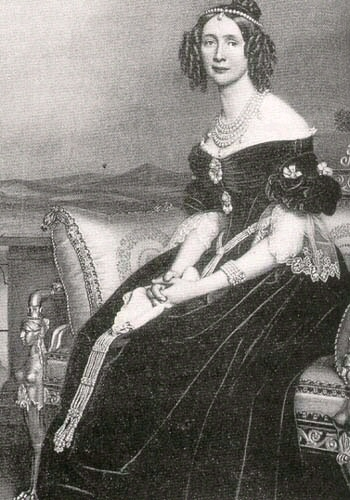
María Ana, Reina Consorte de Federico Augusto II de Sajonia.
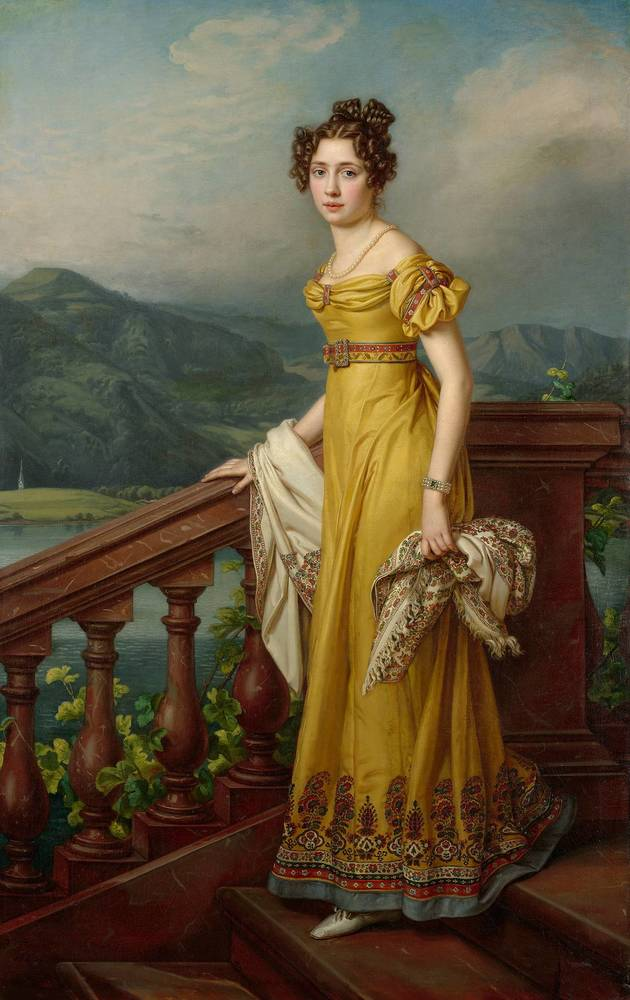
Amalia, Reina Consorte de Juan I de Sajonia.
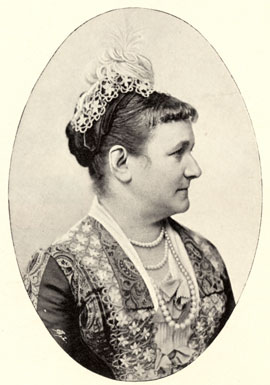
Carola, última Reina Consorte de Sajonia, como la esposa de Alberto I de Sajonia.

- Datos: Q6104620